# Radio Umut
Radio Umut (turkiska: Radyo Umut) är en radiokanal som spelar turkisk folkmusik. Radiokanalen grundades 1995 och sänder från Antalya på frekvensen 107,6 FM.